# Опорно-рухова система
Опорно-рухова система (синоніми: опорно-руховий апарат, кістково-м'язова система, локомоторна система, скелетно-м'язова система) — комплекс структур, який утворює каркас, надає форму організму, дає йому опору та забезпечує захист внутрішніх органів і можливість пересування у просторі.

## Функції рухового апарату
- Опорна — фіксація м'язів і внутрішніх органів;
- Захисна — захист життєво важливих органів (головний мозок і спинний мозок, серце та ін.);
- Рухова — забезпечення простих рухів, рухових дій (постави, локомоції, маніпуляції) та рухової діяльності;
- Ресорна — пом'якшення поштовхів та струсів;
- Біологічна — участь у забезпеченні життєво важливих процесів, таких як мінеральний обмін, кровообіг, кровотворення та інші.

Рухова функція можлива лише за умови взаємодії кісток і м'язів скелета, тому що м'язи приводять у рух кісткові важелі. При скороченні м'яз приводить кістки в рух. Завдяки м'язам протилежної дії кістки можуть не тільки здійснювати ті чи інші рухи, але й фіксуватися відносно один одного.
Кістки та м'язи беруть участь в обміні речовин, зокрема в обміні кальцію та фосфору.

## Скелетно-м'язова система людини
Скелетно-м'язова система людини також Опорно-рухова система людини — функціональна сукупність кісток скелета, їх з'єднань (суглобів і сінартрозів), і соматичної мускулатури з допоміжними пристосуваннями, які здійснюють за допомогою нервової регуляції локомоції, підтримання пози, міміки та інших рухових діях, поряд з іншими системами органів утворює людське тіло.